# 临平站 (沪昆铁路)
临平站是一个沪昆铁路上的铁路车站，位于浙江省杭州市临平区临平街道，目前为三等站，邮政编码为311100。目前客运：不办理客运；货运办理整车（不办理苫盖篷布货物）、集装箱发到及中铁成都、重庆行包发送和昆明行包到达业务。

## 历史
临平站随沪杭铁路浙江段的建设与1906年开工，1908年6月随艮山门至临平段通车而启用，同年8月本站至长安镇区间建成通车。沪杭铁路嘉兴—杭州段原规划经由崇德（现桐乡）、塘栖进入杭州接入既有拱宸桥站，但由于遭到崇德当地士绅的反对，导致线路嘉兴—杭州段改经由海宁和临平的方案。
临平车站位于临平镇南部、河南埭康家塘的西面车站路（现逸仙路），与临平镇中心一河之隔。因此为方便当地居民乘坐火车，当地在上塘河上建造了一座水泥平桥中山桥，俗称“火车洋桥”。当时车站设有三间西式站房，站场设有正线1股、到发线1股及货物线1股。至1933年6月，临平站有站房139.35平方米，候车室、票房、行李房各一间，站台2座:320。日军在占领车站期间，于站场两侧建设两座炮楼。
铁路的通车带动了临平当地经济的发展，使得当地人口不断增加、辖区亦不断扩大。1952年，车站新建设3条股道，作为到发线兼货物装卸线使用。1958年又新建2条货物线、延长到发线长度并将行车室在原址西侧重建。1960年车站站房进行改扩建工程。1968年杭州市在修建通往6635油库的专用线:320。
车站在沪杭铁路复线化过程中异地重建。临平新车站位于原址西侧1千米，于1992年8月8日投入使用。在新货场于1993年5月前，临平站的货运业务继续在老站的货场办理。在临平老站彻底停用后，原车站站房和站场设施被拆除，站址成为新建藕花洲大街的一部分。1996年乔司编组站启用后，车站的管辖权由嘉兴车务段改为乔司直属站:320。
历次铁路大提速后，临平站的停靠列车越来越少。车站于2007年4月18日起停办行李、包裹托运业务，同时原先停靠临平的8趟列车不再办理客运业务，只剩下1597次一趟列车。2008年4月30日后，1597次亦不再停靠临平站，车站正式停办客运业务。
在沪昆高速铁路规划时，当地政府曾考虑在原临平站的位置设站。但后来考虑到该方案对既有铁路影响过大，最终将高速铁路临平段线位南迁并设立余杭站（现临平南站）。根据杭州铁路枢纽相关规划，车站货场功能将转移至星桥站办理。

## 车站结构

### 站房
临平站目前使用的站房于1992年投入使用，面积1311平方米。其中候车大厅面积630平方米，可同时容纳600个人候车，旁边为面积35平方米的软席候车室。此外站房内还设有售票厅、行包房、办公用房等设施。车站候车室在停办客运业务后被出租给一间演艺公司。

### 站场
临平站设有2台6线，其中到发线4条。车站设有2座侧式站台，并由一座长41米、宽4米、高3米的地道连接。车站货场位于站台北侧，面积81000多平方米，设有6条货物线。车站货场是杭州市周边煤炭主要到达和娃哈哈饮料的主要发送站：主要发送货品为食品饮料类、化工类（轮胎）和集装箱类，到达货品为煤炭、石油、钢铁、粮食及集装箱类。车站设有通往中国石化销售杭州石油分公司、东海石油和杭州机辆段的专用线。